# Tom Burke (actor)
Tom Burke (Londres, 30 de juny de 1981) és un actor anglès, conegut principalment per les seves interpretacions d'Athos i Dolokhov a les sèries de televisió de la BBC The Musketeers (2014–2016) i War & Peace (2016), respectivament. Va interpretar el paper d'Orson Welles en el film Mank (2020) dirigit per David Fincher.
Nascut a Londres, Tom Burke va créixer a Kent. Els seus pares, David Burke i Anna Calder-Marshall, així com els seus padrins, Alan Rickman i Bridget Turner, també eren actors. El seu avi era l'escriptor Arthur Calder-Marshall. Burke va néixer amb un llavi leporí.

## Filmografia
Llargmetratges
| Any  | Títol                        | Personatge                  | Ref(s) |
| ---- | ---------------------------- | --------------------------- | ------ |
| 2000 | Dragonheart: A New Beginning | Roland                      |        |
| 2005 | The Libertine                | Vaughan                     |        |
| 2007 | I Want Candy                 | John 'Baggy' Bagley         |        |
| 2008 | Donkey Punch                 | Bluey                       |        |
| 2009 | Telstar                      | Geoff Goddard               |        |
| 2009 | Chéri                        | Vicomte Desmond             |        |
| 2010 | The Kid                      | Mr. Hayes                   |        |
| 2010 | Third Star                   | Davy                        |        |
| 2012 | An Enemy to Die For          | Terrence                    |        |
| 2012 | Cleanskin                    | Mark                        |        |
| 2013 | Only God Forgives            | Billy                       |        |
| 2013 | The Invisible Woman          | Mr. George Wharton Robinson |        |
| 2014 | The Hooligan Factory         | Bullet                      |        |
| 2019 | The Souvenir                 | Anthony                     |        |
| 2020 | The Show                     | Fletcher Dennis             |        |
| 2020 | Mank                         | Orson Welles                |        |
| 2021 | The Souvenir Part II         | Anthony                     |        |
| 2021 | True Things                  | Blond                       |        |
| 2022 | Living                       | Sutherland                  |        |
| 2022 | The Wonder                   | William Byrne               |        |
| 2023 | Klokkenluider                | Chris / Kevin               |        |
| 2024 | Furiosa: A Mad Max Saga      | Praetorian Jack             |        |